# Josep Vila i Abelló
Josep Vila i Abelló (Marsella, 25 de juny de 1938 - 25 d'agost de 2021) fou un economista i polític reusenc nascut a França.
Fou membre del Grup del Partit Popular Europeu durant la 5a legislatura entre l'abril i el juliol de 2004, formant part de la Comissió de Política Regional, Transports i Turisme i de la Delegació per a les Relacions amb els països de l'Amèrica Central i Mèxic.
Fill de pares catalans, nascut a Marsella, tot i que es va criar a Reus, i llicenciat en Ciències Econòmiques per la Universitat de Barcelona el 1962, fou Inspector Financer i Tributari per oposició el 1977, i Màster en Estudis Humanístics, per la Universitat Abat Oliba, CEU, el 2014.
Membre del Col·legi d'economistes de Catalunya des de l'any 1965, va començar la seva trajectòria professional com a inspector d'Hisenda. Posteriorment, va treballar per a l'assessoria jurídica del Banc Industrial de Catalunya, més endavant absorbit per Banca Catalana. Des de 1983 va exercir d'assessor fiscal en l'Oficina de Barcelona del Fons de garantia de dipòsits en Entitats Bancàries. També, va ser membre del Consell d'Administració de Ràdio Televisió Espanyola triat pel Senat de les Corts Espanyoles, president del Consell d'Administració de la cadena de televisió Euronews, amb seu a Lió, des de 1996 fins a 2004 i eurodiputat pel PPE al Parlament Europeu l'any 2004.
També va ser patró de la Fundació Teatre Fortuny de Reus i va exercir-hi els càrrecs de president i vicepresident. Per la seva relació amb aquesta ciutat, l'any 2017 la Fundació Gresol li va atorgar el Premi Gaudí al Reusenc il·lustre.
El 1980, va ser el pregoner de la Festa Major de Sant Pere de Reus. A més, va ser guanyador, juntament amb Carles Calleja, d'un premi promogut per la Cambra de Comerç de Reus sobre l'economia de Reus i el Camp de Tarragona i d'un guardó Premi Gaudí- Gresol.